# احتجاجات جانيخيل
احتجاجات جانيخيل في 21 مارس 2021 عثر كلب راعي على مقبرة جماعية تحتوي على جثث مشوهة لأربعة فتيان في منطقة جانيخيل في مقاطعة بانو خيبر بختونخوا في باكستان. عندما قام السكان المحليون بما في ذلك أقارب الضحايا بالحفر للوصول للجثث تم العثور على واحدة مقطوعة الرأس، وتم إطلاق النار على أحدهم وتم رجم الاثنين الآخرين حتى الموت. تم التعرف على الضحايا الذين تراوحت أعمارهم بين 13 و17 عامًا وكانوا مغرمين بصيد الطيور والأرانب البرية في المنطقة. ذهب الصبيان للصيد قبل ثلاثة أسابيع واختفوا منذ ذلك الحين.
بعد وقت قصير من العثور على الجثث بدأ اعتصام احتجاجي في جانيخيل. في 28 مارس شرع حوالي 10.000 متظاهر في مسيرة طويلة من جانيخيل إلى إسلام أباد مع الجثث للمطالبة باتخاذ إجراءات ضد المسلحين. نصبت الشرطة المحلية حواجز على الطريق واستخدمت الغاز المسيل للدموع والقصف الجوي لوقف المتظاهرين لعدة ساعات. في 29 مارس مع وصول المتظاهرين إلى دامي بول في دوميل تم تأجيل الاحتجاج في طريقه بعد توقيع اتفاق معهم من قبل محمود خان رئيس وزراء خيبر بختونخوا. في 31 مايو اغتيل مالك نصيب خان أحد زعماء قبائل جانيخيل على أيدي مسلحين مما أثار موجة أخرى من الاحتجاج. ورفض المتظاهرون دفن زعيم القبيلة المقتول وتعهدوا بمواصلة الاحتجاج حتى معاقبة القتلة.
في 23 يونيو قُتل متظاهر يُدعى وحيد خان بالرصاص وأصيب عدة آخرون عندما منعت الشرطة المتظاهرين من السير نحو إسلام آباد. في 27 يونيو أنهى رجال القبائل الاحتجاج بعد أن أطلقت السلطات سراح أربعة مفقودين من جانيخيل كانوا ضحايا للاختفاء القسري.